# Défense aérienne des Forces armées révolutionnaires
La Défense aérienne des Forces armées révolutionnaires (officiellement : Défense anti-aérienne et forces aériennes révolutionnaires, (en espagnol : Defensa Anti Aérea y Fuerza Aérea Revolucionaria (DAAFAR)) appelée aussi Forces aériennes révolutionnaires (en espagnol : Fuerza Aérea Revolucionaria (FAR))) est la composante aérienne des Forces armées cubaines.

## Histoire

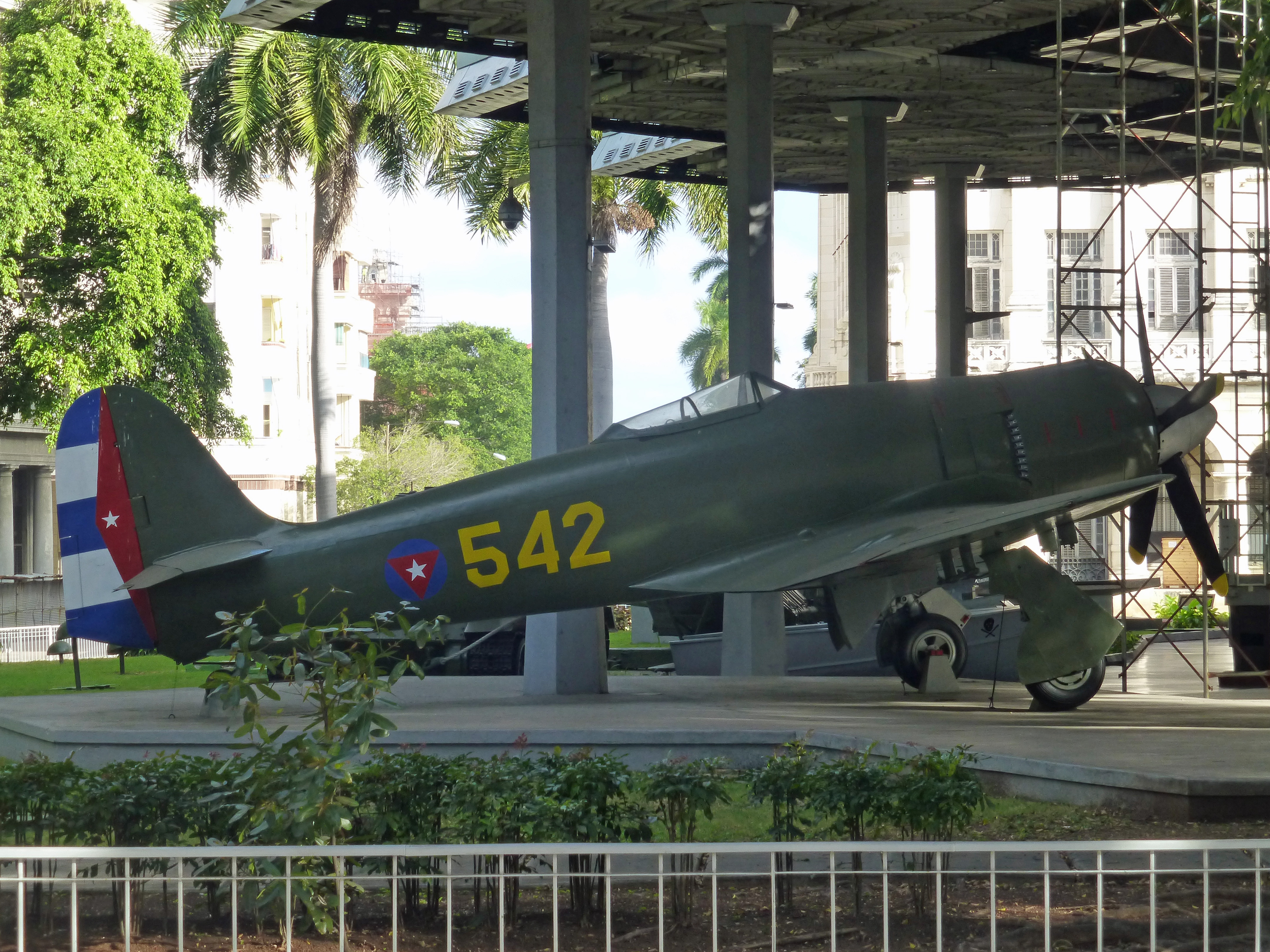
Le Sea Fury exposé au Musée de la Révolution.

À l'origine, l'armée de l’air cubaine se nommait Fuerza Aérea del Ejercito de Cuba (FAEC) appartenant à l'Armée constitutionnelle de Cuba et qui a agi comme une force de combat aérien pendant la période républicaine cubaine (1902-1958). Cette armée de l'air a été dissoute en 1959 après la victoire de l'armée rebelle. 
Avant 1952, l'Armée constitutionnelle de Cuba avait un Cuerpo de Aviación de Ejército de Cuba qui existait depuis 1933. Celui-ci a été nommé Fuerza Aérea del Ejercito de Cuba (FAEC) le 23 avril 1952 pour en faire une force armée plus indépendante. La FAEC a eu comme premier pilote le colonel Carlos Pascual Pinard qui a été remplacé à sa mort par le colonel Carlos Tabernilla y Palmero, qui a ensuite été promu brigadier général.
La FAEC avait le soutien de l'US Air Force grâce au traité MDAP (Mutual Defence Aid Program). Avec Batista, le programme a immédiatement commencé à recevoir de l'aide, de nouveaux équipements et des pilotes cubains ont commencé à arriver, après avoir suivi un cours à l'école des cadets de Managua, province de La Havane et un cours à l'école d'aviation cubaine, au Camp Tte Brihuegas connu sous le nom de Campo Columbia, ils sont partis aux États-Unis, pour rejoindre les cours de pilotage qui leur étaient proposés, pilotant les équipements d'entraînement les plus modernes de l'époque, le PA-18, le Beechcraft Mentor T-34 , l'AT-6 nord-américain pour ensuite voler sur le B-25 nord-américain ou le T-33 et plus tard le jet de combat F-84.
De nombreux avions cubains proviennent alors des états-unis:
- 29 Republic F-47D Thunderbolt (16 Mai 1952)
- 7 Piper PA-20 Pacer (avril 1953)
- 5 Piper PA-18-135 Super Cub (Mars 1953)
- 8 Lockheed T-33 Shooting Star (Land/lease) (Juin 1954)
- 16 Douglas B-26B & C Invader (Land/Lease) (Nov 1956)
- 4 Piper PA-22-150 Tri Pacer (Déc 1955)
- 3 Piper Pa-22-160 Tri Pacer (Déc 1955)
- 1 Piper PA-23-160 Apache (Sep 1955)
- 1 Aero Commander 560 (Déc 1955)
- 2 hélicoptères Bell 47G-2 (Aout 1956)
- 1 Douglas TB-26 (Land/lease) (Déc 1957)
- 6 de Havilland Canada DHC-2 Beaver (1957)
- 4 Curtiss C-46 Comando (1957)

Durant la révolution cubaine en 1958, le gouvernement de Fulgencio Batista achète 17 Hawker Sea Fury ex-Fleet Air Arm (quinze FB.11 et deux T.20. d'entrainement).
Avec l'établissement du régime castriste, la FAC a été renommée Force aérienne révolutionnaire (FAR). 

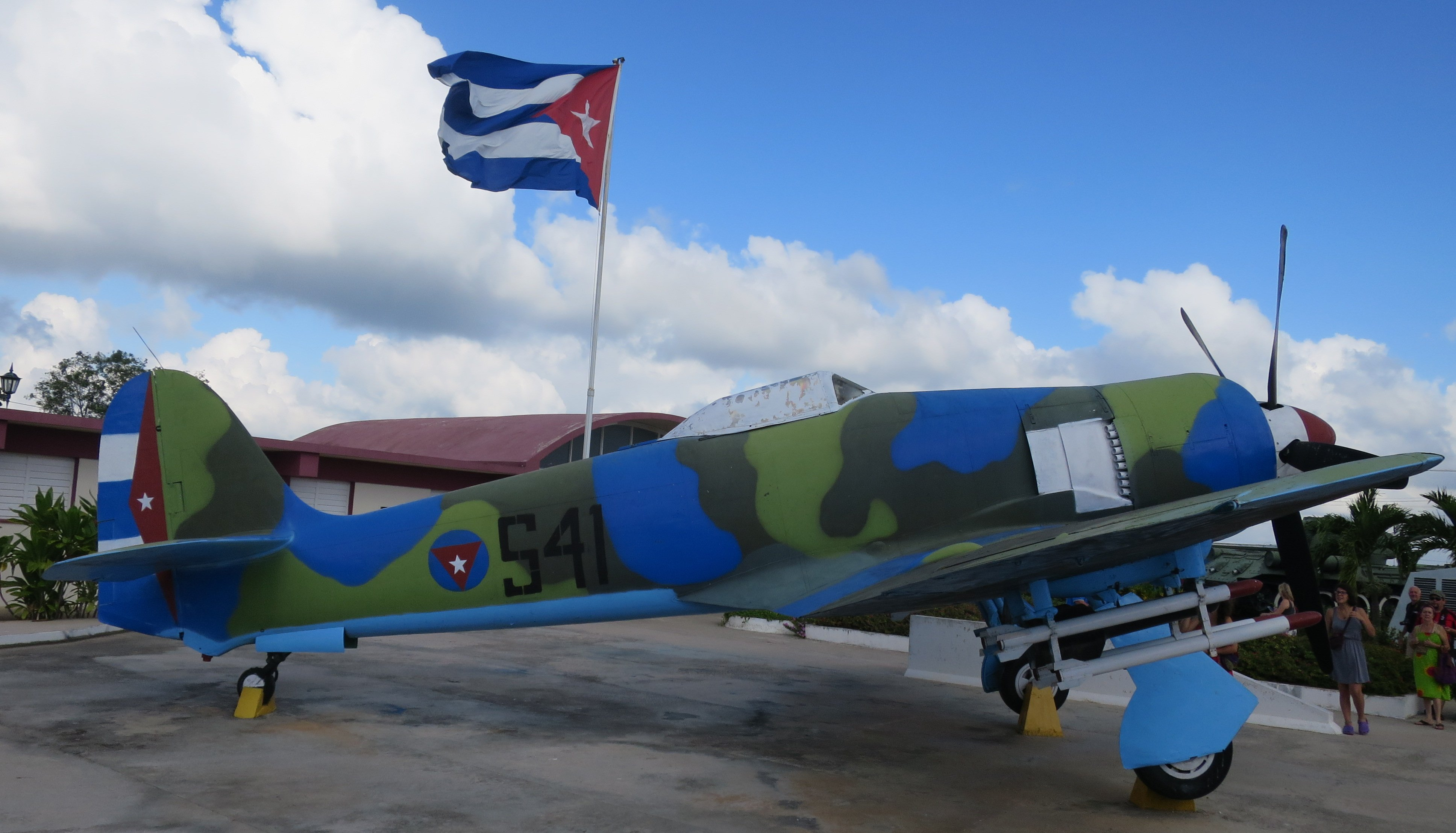
Sea Fury cubain

Durant le débarquement de la baie des Cochons (playa Giron) en avril 1961, trois Sea Fury et cinq Lockheed T-33 ont participé aux combats contre les avions, les navires et la force terrestre d'invasion. Deux Sea Fury ont été détruits au sol avant le débarquement, un a été abattu par un bombardier bimoteur B-26, un autre a été perdu par accident ou à la suite de tirs antiaériens.Le transport Houston touché par un T-33A et un Hawker Sea Fury de l'aviation castriste à 6 h 50 le 17 avril s'échoue volontairement, le LCI(L) Barbara J. est touché au même moment mais l'équipage éteint l’incendie. À 9 h 30, le Rio Escondido est également touchée par l'aviation castriste puis sombre..
À 11 h, un T-33A abat un B-26B des FAL. Deux autres B-26B seront abattus l’après-midi par des T-33A. Le 18 avril dans l’après-midi, deux autres B-26B subissent le même sort, abattus par l'un par un Sea Fury et l’autre par deux T-33. Le Sea Fury  est encore exposé au Musée de la Révolution à La Havane.
Avec le soutien ultérieur progressivement renforcé de l'URSS, Cuba a obtenu de plus en plus d'avions. 
Les premières importations ont été les MiG-15, 20 MiG-15bis et 4 MiG-15UTI ont été livrés en mai 1961.
Le premier chasseur-bombardier MiG-17AS arrive au début de 1964 à Santa-Clara pour remplacer les MiG-15bis, il devient le chasseur-bombardier standard des FAR jusqu'à l'arrivée du MiG-23BN en 1978.
En raison du renforcement de ladite force, des dizaines d'avions MiG-21 et MiG-23 ont été incorporés. Dès la crise des missiles (octobre 1962), l'URSS s'engage auprès des États-Unis à ne pas livrer d'armements offensifs et commence à fournir des avions de défense antiaérienne, tout en mettant en place un système dans lequel l'aviation est maintenue subordonnée à un commandement centralisé et a cessé d'être autonome en tant que force armée.

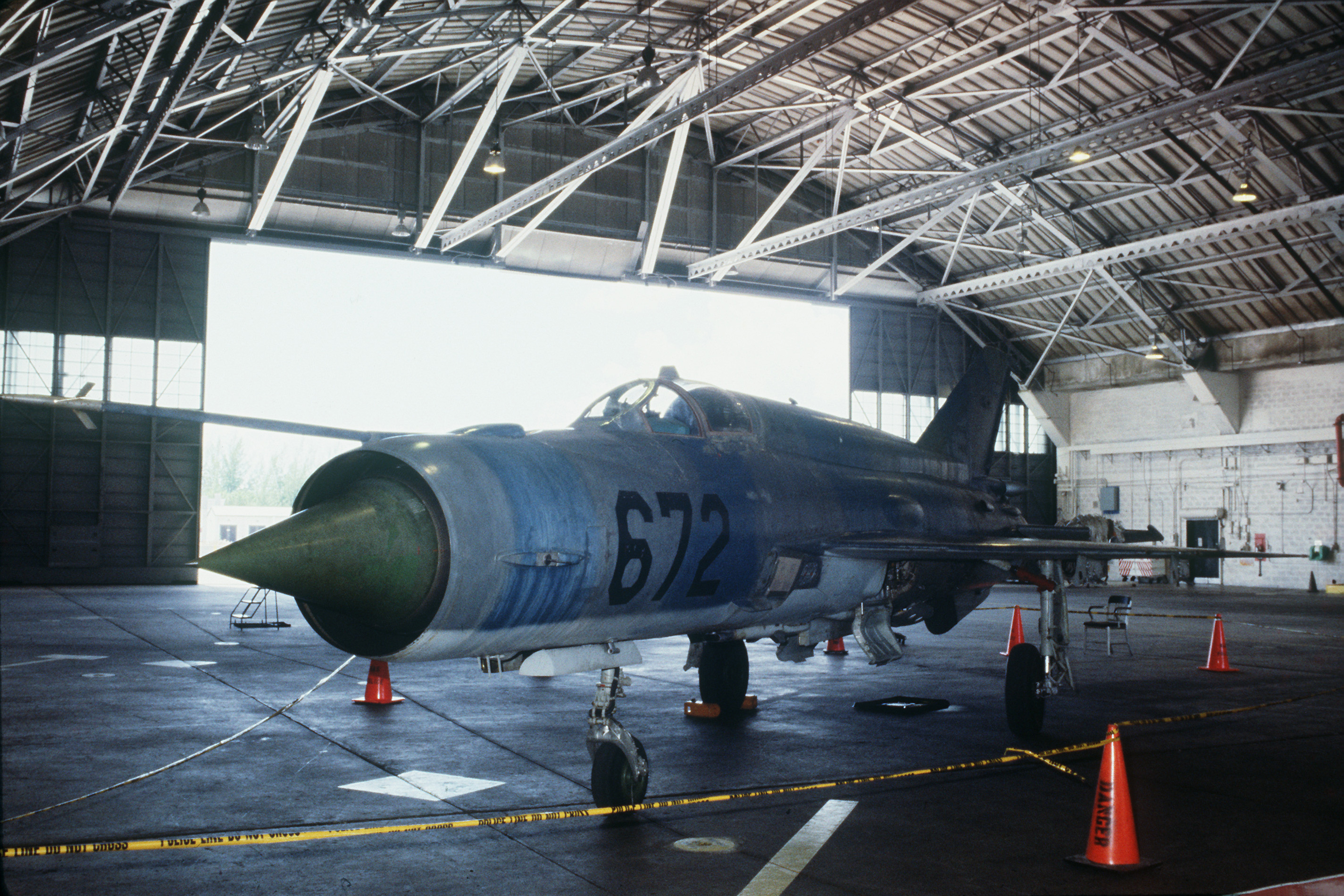
Mig-21 cubain

De 1961 à 1989, 270 MiG 21 ont été livrés à Cuba en 9 versions:
- MiG 21F-13 Fishbed C (construits en 1958-65)
- MiG 21PFM Fishbed F (construits en 1964-68)
- MiG 21PFMA Fishbed J (construits en 1968-71)
- MiG 21U Mongol A (construits en 1962-68)
- MiG 21MF Fishbed J (construits en 1970-74)
- MiG 21R Fishbed H (construits en 1965-71)
- MiG 21US Mongol A
- MiG 21UM Mongol B (construits en 1971-74)
- MiG 21bis Fishbed N (construits en 1972-83)

Un fort contingent cubain participe à la guerre civile angolaise et affronte les forces sud-africaines lors de la guerre de la frontière sud-africaine.
Entre 1989 et 1990, les FAR reçoivent de l'URSS un escadron de 12 chasseurs de combat MiG-29B "Fulcrum" de 4e génération et deux biplaces MiG-29UB, qui devient le meilleur chasseur de Cuba durant ces années-là, surpassant tous ses voisins et rivalisant à l'époque avec les F-16A vénézuéliens et les Mirage 2000P péruviens. Ces appareils étaient affectés au 231eme escadron du 23eme régiment d'avion de chasse situé à San Antonio de los Baños.Initialement, comme le MiG-29 était le chasseur le plus performant d'Amérique latine, le plan était de déployer 42 MiG-29 (9.12B) et 3 MiG-29UB (9.51) pour un total de 45 avions, mais en raison de l'effondrement de l'Union soviétique en 1991, seuls les 12 et 2 avions susmentionnés ont été initialement envoyés. L'Union soviétique a ensuite progressivement commencé à exporter ces avions pour gagner des devises étrangères et a finalement pu compléter sa collection, mais ce fut le dernier avion de chasse introduit par Cuba.

## Aéronefs
Les appareils en service en 2021 sont les suivants :
| Aéronefs                  | Origine          | Type                                  | En service      | Versions                     |
| avion de combat           | avion de combat  | avion de combat                       | avion de combat | avion de combat              |
| ------------------------- | ---------------- | ------------------------------------- | --------------- | ---------------------------- |
| Mikoyan-Gourevitch MiG-21 | Union soviétique | Avion de chasse                       | 11              | MiG-21MF MiG-21UM            |
| Mikoyan-Gourevitch MiG-23 | Union soviétique | Avion de chasse                       | 24              | MiG-23ML MiG-23BN MiG-23UB   |
| Mikoyan-Gourevitch MiG-29 | Union soviétique | Avion multirôle                       | 5               | MiG-29(9.12B) MiG-29UB(9.51) |
| avion de transport        |                  |                                       |                 |                              |
| Antonov An-26             | Union soviétique | Avion de transport                    | 2               | An-24 An-26                  |
| Yakovlev Yak-40           | Union soviétique | Avion de transport de VIP             | 3               |                              |
| Iliouchine Il-62          | Union soviétique | Avion de transport de VIP             | 1               |                              |
| Iliouchine Il-96          | Russie           | Avion de transport de VIP             | 3               |                              |
| Hélicoptère               |                  |                                       |                 |                              |
| Mil Mi-2                  | Union soviétique | Hélicoptère de transport              | 2               |                              |
| Mil Mi-8                  | Union soviétique | Hélicoptère de transport              | 10              | Mi-8T Mi-8TKV Mi-17          |
| Mil Mi-14                 | Union soviétique | Lutte anti-sous-marine                | 4               |                              |
| Mil Mi-24                 | Russie           | Hélicoptère de transport et de combat | 4               | Mi-24D                       |
| Mil Mi-26                 | Russie           | Hélicoptère de transport lourd        | 12              |                              |